# 大眼裸吻魚
大眼裸吻魚（學名：Psilorhynchus magnaoculus）為輻鰭魚綱鯉形目裸吻魚科的一個種，分布於亞洲緬甸淡水流域，體長可達4.8公分，棲息在沙石底質、水流快速的溪流，屬底棲性，生活習性不明。